# Tiki Barber
Atiim Kiambu Hakeem-ah „Tiki“ Barber (* 7. April 1975 in Roanoke, Virginia) ist ein US-amerikanischer Sportmoderator, Schriftsteller und ehemaliger Football-Runningback. Er ist der Bruder von Ronde Barber.

## Leben
Barber besuchte nach Abschluss der Highschool die University of Virginia. Nach seinem Draft-pick 1997 zu den New York Giants, blieb er den Rest seiner NFL-Karriere bis 2006 diesem Verein treu. Sein letztes Spiel bestritt er am 10. Februar 2007 beim Pro-Bowl auf Hawaii für die NFC.
Am 13. Februar 2007 wurde er offiziell als Korrespondent des Fernsehsenders NBC vorgestellt. Er tritt dort in den Sendungen Today, Football Night in America und der Sunday Night Football auf.
Am 18. September 2007 wurde sein Buch Tiki: My Life and the Game Beyond veröffentlicht. Die Autobiographie wurde von Gil Reavill mitgeschrieben. Sein zweites Buch, Tiki Barber's Pure Hard Workout, wurde am 13. November 2008 herausgegeben. An diesem Buch hat sich Barbers Trainer Joe Carini als Coautor beteiligt.